# Boguszowice (Cieszyn)
Boguszowice (deutsch Boguschowitz, früher auch Bohusdorf) ist ein Stadtteil von Cieszyn im Powiat Cieszyński der Woiwodschaft Schlesien in Polen.

## Geographie
Boguszowice liegt am rechten Ufer des Flusses Olsa im Schlesischen Vorgebirge (Pogórze Śląskie), etwa zwei Kilometer nördlich des Stadtzentrums.
Im Jahr 1910 hatte das Dorf eine Fläche von 173 ha. Nachbarorte: Marklowice im Norden, Kalembice und Pastwiska im Osten sowie Mała Łąka (Kleine Wiese) im Süden. Im Westen grenzt Boguszowice an die Tschechische Republik (Chotěbuz).

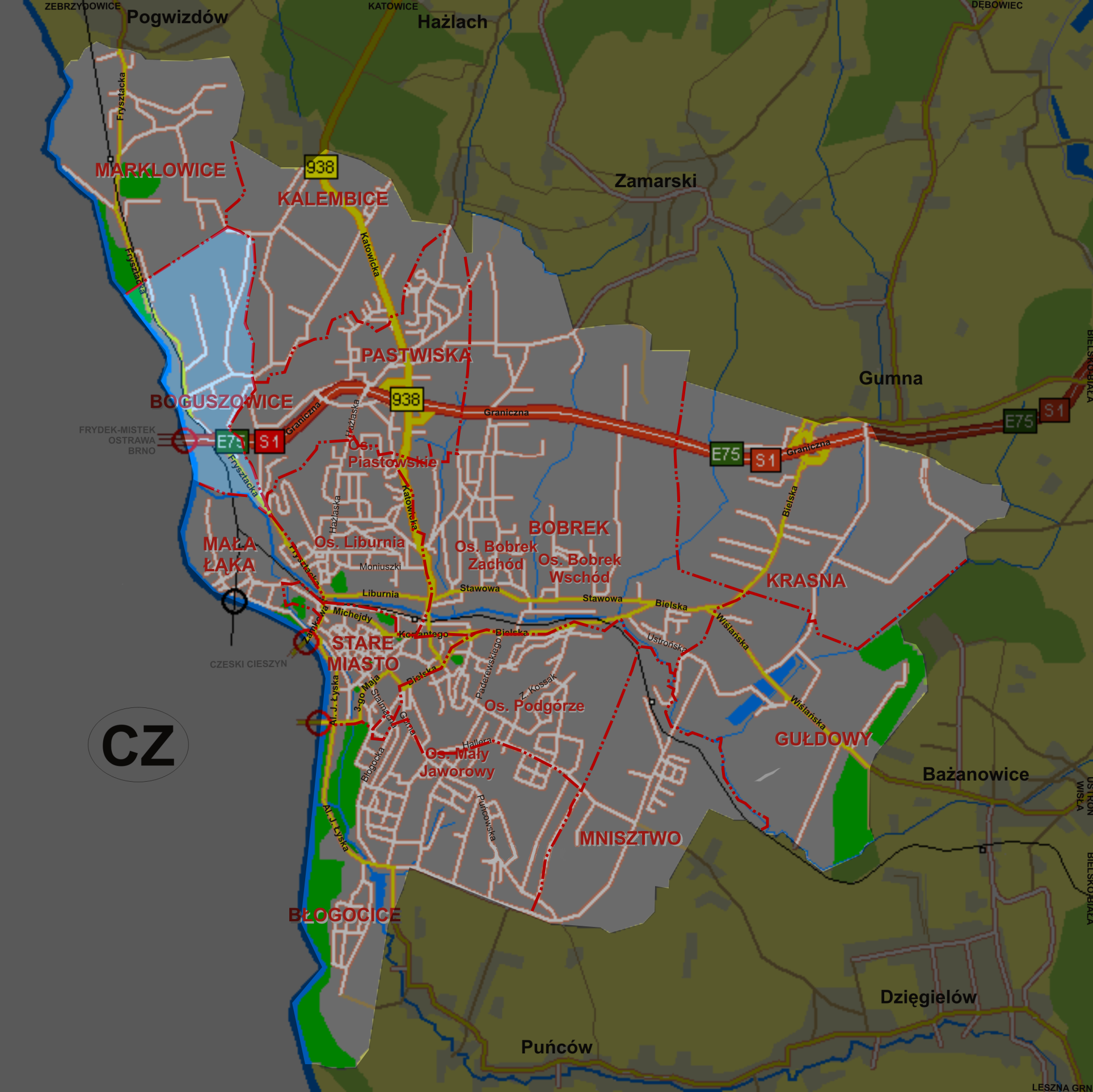
Lage von Boguszowice in Cieszyn

## Geschichte
Am 31. Januar 1290 erhielt der Ritter Bogusius (Bogusz) von Herzog Mesko I. 10 Fränkische Lahnen für die Gründung eines neuen Dorfes Bogusovici (Que nobis fidelis noster Bogusius exhibuit diligenter, liberatem decem mansorum franconicorum sitorum prope Tessyn). Dieses Dokument gilt als das erste, in dem Herzog Mesko mit dem Titel Herzog von Teschen unterschrieb; es war also das Herzogtum Teschen kurz zuvor entstanden (siehe polnischer Partikularismus). Um 1305 wurde das Dorf noch nicht im Liber fundationis episcopatus Vratislaviensis (Zehntregister des Bistums Breslau) erwähnt. Es wurde in einem deutschsprachigen Dokument des Herzogs von Teschen Przemislaus I. erst im Jahr 1388 als vollberechtigter Ort im Satz in dem dorfe und gute zu Boguschowicz erstmals urkundlich erwähnt, als es von den zwei Rittern Jeske und Hannos von Ogrozin (Ogrodzona) an Belik aus Koernicz (Kornice) und seine Mutter Juta verkauft wurde. Später wurde der Ort auch als Bogussowicz (1443), Bohusdorff (1443), Bohussowicze (1471), Bohussowicz (1592) erwähnt. Der Name ist patronymisch abgeleitet vom Vornamen Bogusz (≤ Bogumił, Bogusław) mit dem typischen patronymischen Wortende -(ow)ice.
Seit 1327 bildete das Herzogtum Teschen eine Lehensherrschaft des Königreichs Böhmen und seit 1526 gehörte es zur Habsburgermonarchie.
Nach der Aufhebung der Patrimonialherrschaften wurde es ab 1850 ein Ortsteil der Gemeinde Pastwiska in Österreichisch-Schlesien, Bezirk Teschen und Gerichtsbezirk Teschen. Im Jahr 1900 hatte Boguszowice 37 Häuser mit 359 Einwohnern, davon 339 (94,4 %) polnischsprachige, 15 (4,2 %) deutschsprachige, 2 (0,6 %) tschechischsprachige, 283 (78,8 %) römisch-katholisch, 66 (18,4 %) evangelisch, 10 (2,8 %) israelitisch. 1910 gab es 48 Häuser mit 464 Einwohnern, davon 438 (95 %) polnischsprachige, 22 (4,8 %) deutschsprachige, 1 tschechischsprachiger, 339 (73,1 %) römisch-katholisch, 112 (24,1 %) evangelisch, 13 (2,8 %) israelitisch.
1920 nach dem Zusammenbruch der k.u.k. Monarchie und dem Ende des Polnisch-Tschechoslowakischen Grenzkriegs wurde Boguszowice ein Teil Polens. Unterbrochen wurde dies nur durch die Besetzung Polens durch die Wehrmacht im Zweiten Weltkrieg.
Boguszowice wurde 1973 mit Pastwiska und Kalembice als Stadtteil Cieszyns eingemeindet.

## Sehenswürdigkeiten
- Bunker (1939)
- Motocross-Rennbahn

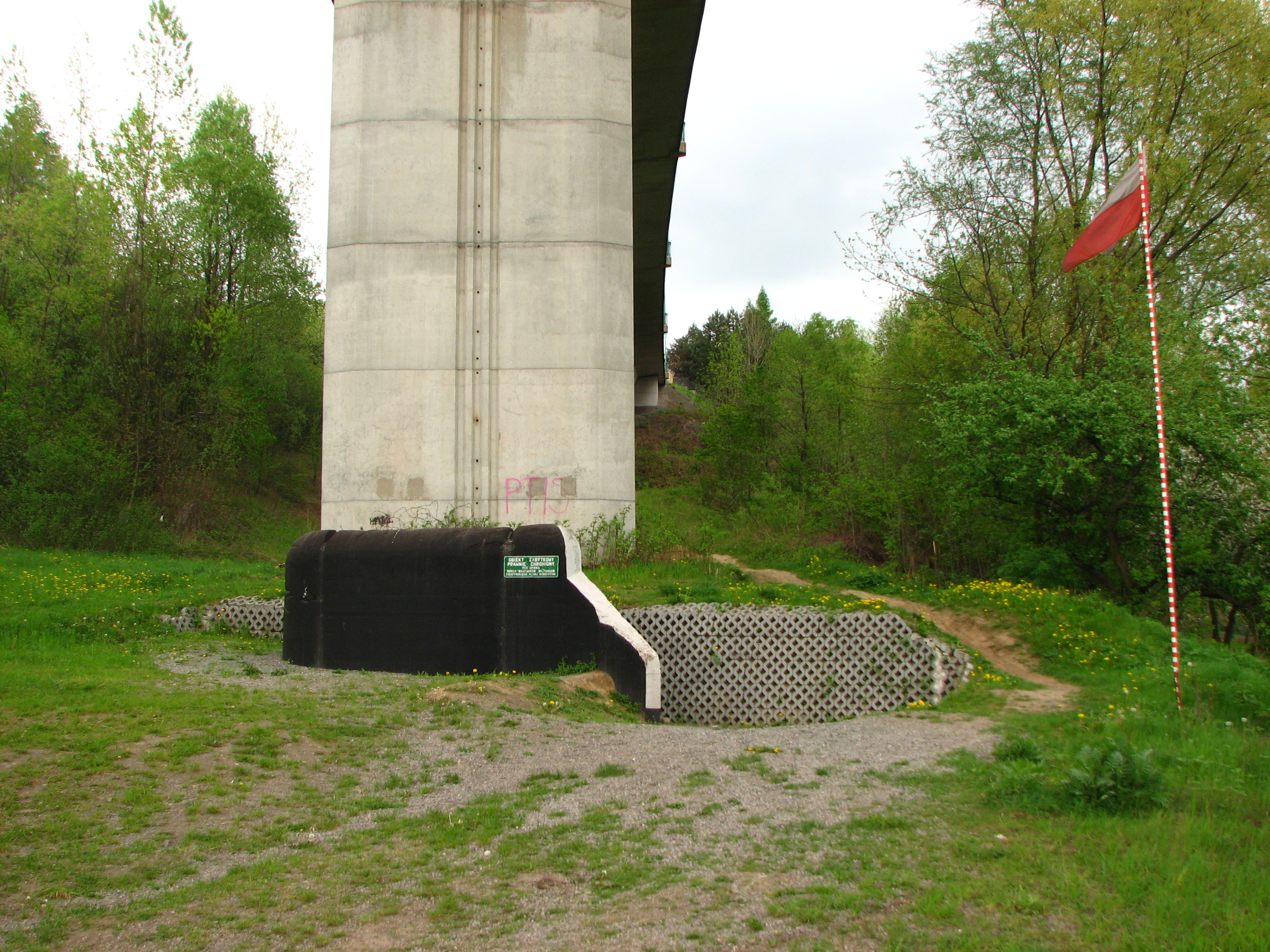
Bunker
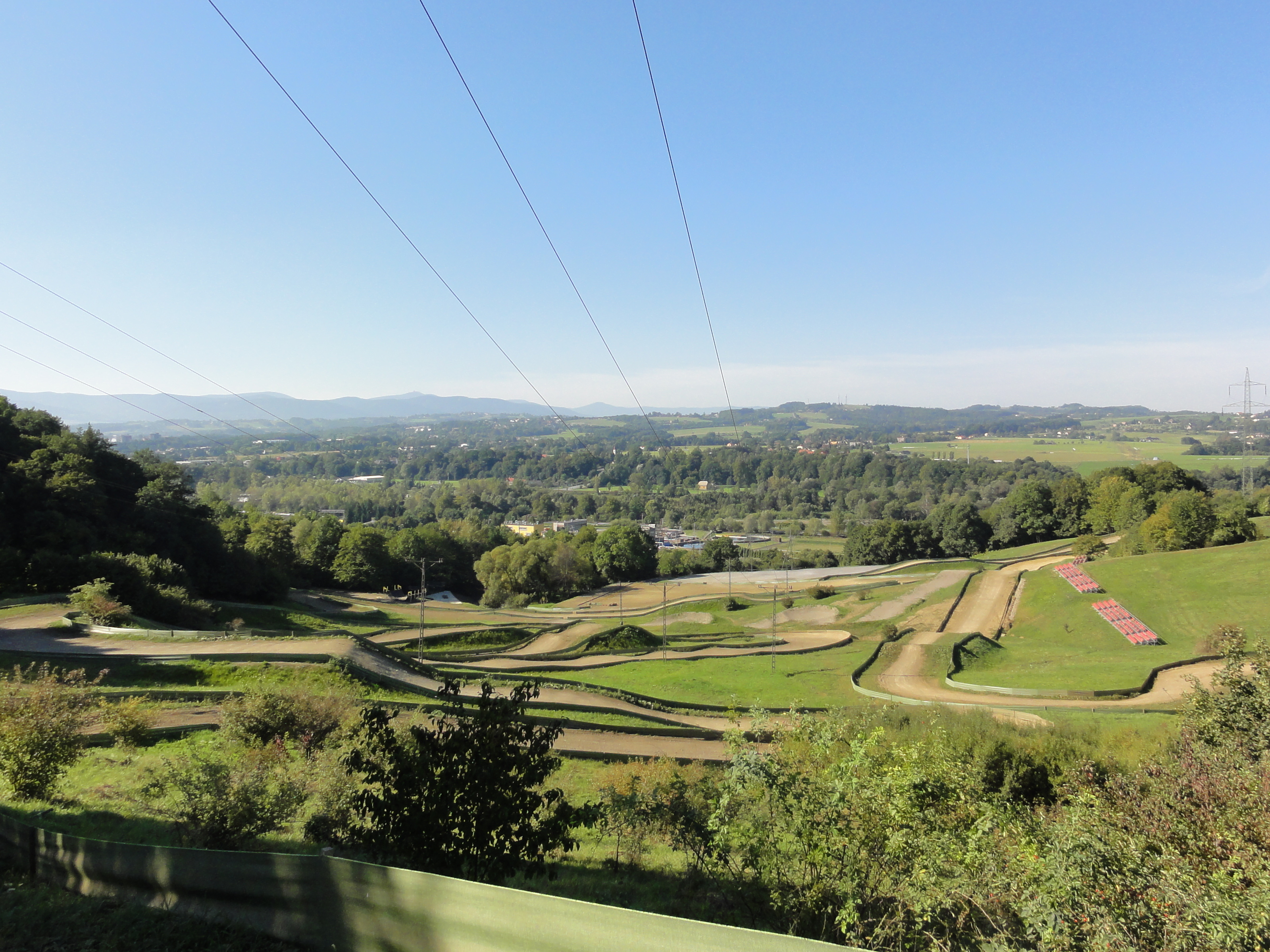
Motocross-Rennbahn